# Foufflin-Ricametz

Foufflin-Ricametz este o comună în departamentul Pas-de-Calais, Franța. În 1 ianuarie 2022 avea o populație de 147 de locuitori.